# Turismo Competición 2000 Chile
El Turismo Competición 2000 Chile conocido popularmente como el TC 2000, y anteriormente como Super Turismo en 1991 y 1992, Super Carrozados en 2010 y Turismo 2000 desde 2017 a la actualidad, es una categoría de competición de automovilismo de Chile que se disputa en autódromos con autos de turismo con una cilindrada máxima de 2000 c.c. 
Se corre desde el año 1991 y compiten automóviles de distintas marcas y modelos que varían desde los 1300 a los 2000 c.c., Los años 1991, 2009 y 2010 fue parte del Campeonato de Chile Kem Xreme Formula 3 junto a la Fórmula 3 de Chile, la Copa Tiida y la Super Bike Expertos y Promocionales. 
Desde 2011 es una categoría separada del programa de las carreras de la Fórmula 3, debutando como categoría independiente en el Autódromo Interlomas en la ciudad de Temuco en la primera fecha de la temporada en abril de 2011 y desde 2014. Posteriormente desde 2017 a 2019 es parte del campeonato Total TP Race by Dunlop y desde 2022 es parte del campeonato Racing Chile.

## Historia
En el año 1990, se crea una categoría donde se podía participar en el auto que el piloto deseara con una cilindrada máxima de 2000 c.c., esta era llamada "Fuerza Libre" y en la fecha siguiente fue rebautizada como "Turismo 2000" la mayoría de los pilotos corrían en autos Fiat 125 Centurión y Lada Samara y otros dos se les unieron con un Alfa Romeo 33 y un BMW Alpina respectivamente, la 125 Centurión y la Lada Samara eran ambas categorías monomarcas el año anterior y por falta de participantes, se refundieron y crearon esta categoría, pero como el campeonato fue cancelado después de 4 fechas disputadas, comenzaron a trabajar colectivamente en un nuevo proyecto llamado "Super Turismo"
Aunque se tiene como antecedente que anterior a esta, varias series multimarca que se corrieron en Chile, como el Anexo J, Turismo Codasur 2000 c.c.,  Potenciados 2000 y Grupo A. 
En 1991 el Super Turismo se realiza de manera oficial, el debut en el automovilismo Chileno, los autos estaban compuestos por Alfa Romeo 33, Volkswagen Escarabajo, Honda Civic, Lada Samara, Fiat 128, Mini Cooper S y los Fiat 125.
La categoría se integra al programa de carreras de la Fórmula 3 Chilena, realizando sus presentaciones refundidos con los Sport Prototipo (ex Turismo Carretera) y siendo su primer campeón Alejandro Schmauck en un Alfa Romeo 33.
Desde 1993 cambia el nombre a TC2000 y consigue el patrocinio de Liqui Moly que solo dura ese año, luego entra a un gran salto al incluir a pilotos de regiones y realizar sus fechas a lo largo de todo Chile. Desde 2017 a 2019, la categoría se reorganiza y realiza su campeonato en conjunto con el TP Race y desde 2022 es parte del campeonato Racing Chile.

## Campeones
| Año       | Piloto                                          | Auto                                            | Equipo                                                             |
| --------- | ----------------------------------------------- | ----------------------------------------------- | ------------------------------------------------------------------ |
| 1991      | Alejandro Schmauck                              | Alfa Romeo 33                                   | Denim - Alfa Romeo - Eurosport                                     |
| 1992      | Martín Ferrer                                   | Fiat 125 Centuriòn                              | Cera Team - Blistex - Momo - Pinturas Sipa - Rider Sweet           |
| 1993      | Orlando Jaramillo                               | Fiat 125                                        | Champagne Catedral - Remolques Goren - Extintores Digas - Autolant |
| 1994      | Martín Ferrer                                   | Citroën AX Sport                                | Cera Team - Blistex - Momo - Pinturas Sipa - Rider Sweet           |
| 1995      | Martín Ferrer                                   | Citroën AX Sport                                | Cera Team - Blistex - Momo - Pinturas Sipa - Rider Sweet - Castrol |
| 1996      | Martín Ferrer                                   | Citroën AX Sport                                | Blistex - Pinturas Sipa - Rider Sweet - Wynn´s - Torco             |
| 1997      | Fernando Delano                                 | Honda CRX                                       | Valvoline - Neumateca Fernando Delano - Hummel                     |
| 1998      | Desierto(1)                                     | Desierto(1)                                     | Desierto(1)                                                        |
| 1999      | Daniel Sáez                                     | Toyota Corolla Hatchback                        | Automotora Saez - Radiadores Ambel                                 |
| 2000      | Oscar Alcaíno                                   | Toyota Carina                                   | Automotriz Alcaíno - Sparco - Speed Fire                           |
| 2001      | Hernan Rodríguez                                | Toyota Corolla Coupé                            | Calypso Maquinarias - Retardadores Kloft                           |
| 2002      | Orlando Jaramillo                               | Toyota Corolla Coupé                            | TXT Pro - Viña El Aromo - Ingemer - Castrol                        |
| 2003      | Jorge Sáez                                      | Toyota Corolla Hatchback                        | Automotora Saez - Radiadores Ambel                                 |
| 2004      | Hernán Rodríguez                                | Renault Fuego                                   | Calypso Maquinarias - Comercial RB Ltda.                           |
| 2005      | Jorge Fernández                                 | Peugeot 106                                     | Cerraduras GIV - Instituto Icel - Du Pont - Todomotores            |
| 2006      | Miguel Fernández                                | Chevrolet Vectra                                | Cerraduras GIV - Du Pont - Corte Directo - Mundo Tuerca            |
| 2007      | Jorge Fernández                                 | Citroën C2                                      | Cerraduras GIV - Instituto Icel - Du Pont - Pioneer                |
| 2008      | Eduardo Ávila                                   | Peugeot 306                                     | Todomotores                                                        |
| 2009      | Eduardo Ávila                                   | Peugeot 306                                     | Todomotores                                                        |
| 2010      | Javier Álvarez                                  | BMW 320i                                        | Álvarez Segali Rectificadora - Cecinas La Nacional                 |
| 2011      | Javier Álvarez                                  | BMW 320i                                        | Álvarez Segali Rectificadora                                       |
| 2012      | Javier Álvarez                                  | BMW 320i                                        | Álvarez Segali Rectificadora - Castrol                             |
| 2013      | Javier Álvarez                                  | BMW 320i                                        | Álvarez Segali Rectificadora                                       |
| 2014      | Juan Mesías                                     | BMW 320i                                        | Cottomotorsport                                                    |
| 2015      | Francisco Rodríguez                             | Ford Focus                                      | KRT                                                                |
| 2016      | Nicolas Cordova                                 | Chevrolet Astra                                 | Rescate Familiar - Rental Ambulancias                              |
| 2017      | Felipe Barrios                                  | Chevrolet Cruze                                 | MB Racing - Pacífico Group                                         |
| 2018      | Nicolás Barbagelata                             | Honda Civic                                     | Automotriz Barbagelata                                             |
| 2019      | Felipe Barrios                                  | Chevrolet Cruze                                 | MB Racing - Pacífico Group                                         |
| 2020-2021 | No hubo campeonato por la pandemia del COVID-19 | No hubo campeonato por la pandemia del COVID-19 | No hubo campeonato por la pandemia del COVID-19                    |
| 2022      | Felipe Gaete                                    | Honda Civic                                     | KBS Tune                                                           |
| 2023      | Victor Cornejo Mejías                           | Nissan Primera                                  | El Gran Jack                                                       |
| 2024      | Felipe Barrios                                  | Chevrolet Cruze                                 | MB Racing - Pacifico Group                                         |

(1): Se habían desarrollado seis fechas ese año, sin definir un campeón.

## Número de títulos de Campeón por pilotos
| Piloto                | nº de títulos | Años                   |
| --------------------- | ------------- | ---------------------- |
| Javier Álvarez        | 4             | 2010, 2011, 2012, 2013 |
| Martín Ferrer         | 4             | 1992, 1994, 1995, 1996 |
| Orlando Jaramillo     | 2             | 1993, 2002             |
| Hernán Rodríguez      | 2             | 2001, 2004             |
| Jorge Fernández       | 2             | 2005, 2007             |
| Eduardo Ávila         | 2             | 2008, 2009             |
| Felipe Barrios        | 2             | 2017, 2019             |
| Alejandro Schmauck    | 1             | 1991                   |
| Fernando Délano       | 1             | 1997                   |
| Daniel Sáez           | 1             | 1999                   |
| Oscar Alcaíno         | 1             | 2000                   |
| Jorge Sáez            | 1             | 2003                   |
| Miguel Fernández      | 1             | 2006                   |
| Juan Mesías           | 1             | 2014                   |
| Francisco Rodríguez   | 1             | 2015                   |
| Nicolás Córdoba       | 1             | 2016                   |
| Nicolás Barbagelata   | 1             | 2018                   |
| Felipe Gaete          | 1             | 2022                   |
| Victor Cornejo Mejías | 1             | 2023                   |

## Número de títulos de Campeón por marcas
| Marca           | nº de títulos | Años                         |
| --------------- | ------------- | ---------------------------- |
| Toyota          | 5             | 1999, 2000, 2001, 2002, 2003 |
| BMW             | 5             | 2010, 2011, 2012, 2013, 2014 |
| Citroën         | 4             | 1994, 1995, 1996, 2007       |
| Chevrolet       | 4             | 2006, 2016, 2017, 2019       |
| Peugeot         | 3             | 2005, 2008, 2009             |
| Honda           | 3             | 1997, 2018, 2022             |
| Fiat            | 2             | 1992, 1993                   |
| Renault         | 1             | 2004                         |
| Alfa Romeo      | 1             | 1991                         |
| Ford            | 1             | 2015                         |
| Nissan          | 1             | 2023                         |
| Lada            | 0             |                              |
| Suzuki          | 0             |                              |
| Mitsubishi      | 0             |                              |
| Volkswagen      | 0             |                              |
| British Leyland | 0             |                              |
| Seat            | 0             |                              |
| Mercedes Benz   | 0             |                              |

## Circuito en que se ha corrido
| Ciudad      | Circuito                              |
| ----------- | ------------------------------------- |
| Arica       | Autódromo Sergio Santander Benavente. |
| Iquique     | Autódromo Bernardo O´higgins          |
| La Serena   | Autódromo Huachalalume                |
| Coquimbo    | Autódromo La Pampilla                 |
| Quilpué     | Autódromo Villa Olímpica              |
| San Antonio | Autódromo Pacífico Sport              |
| Temuco      | Autódromo Interlomas                  |
| La Unión    | Autódromo Vegas de Quilaco            |
| Santiago    | Autódromo Las Vizcachas               |
| Codegua     | Autódromo Internacional de Codegua    |

## Marcas y modelos que han participado
| Marca         | Modelo                                                               |
| ------------- | -------------------------------------------------------------------- |
| Alfa Romeo    | 33, 155                                                              |
| BMW           | 2002 Alpina, 325, 320i                                               |
| Chevrolet     | Vectra V16, Astra, Cruze Sedan                                       |
| Citroën       | AX Sport, Saxo, Xsara, C2                                            |
| Fiat          | 125 Spazio, 125 Centurión, Stilo, Brava                              |
| Ford          | Escort, Escort Cosworth hathback, Escort Cosworth sedán, Focus Sedan |
| Honda         | Civic RS, Civic Si, Civic DX, Civic CXi, CRX, Integra, VTEC, S2000   |
| Mitsubishi    | Colt, Lancer Mirage                                                  |
| Mercedes-Benz | 190e                                                                 |
| Nissan        | Primera, 350Z, V16, Tiída Sedán, Tiída Sport                         |
| Peugeot       | 106, 205, 206, 305, 306, 405                                         |
| Renault       | Fuego - Megane II                                                    |
| Seat          | Córdoba, Ibiza                                                       |
| Suzuki        | Forsa, Swift GTI                                                     |
| Toyota        | Corolla AE84 Coupé, Corolla AE86 Hatchback, Trueno, Carina, Paseo    |
| Volkswagen    | Amazon, Escarabajo, Gol I, Gol II, Polo sedán                        |